# من نمونه اصیل یک سرلشکر مدرن هستم
من نمونه اصیل یک سرلشکر مدرن هستم (انگلیسی: I Am the Very Model of a Modern Major-General) یا آهنگ سرلشکر (انگلیسی: Major-General's Song) یک آهنگ بسیار سریع از اپرت ۱۸۷۹ دزدان دریایی پنزانس اثر گیلبرت و سالیوان است. این آهنگ معروف‌ترین آهنگ گیلبرت و سالیوان است و شخصیت سرلشکر استنلی در ورودش به پردهٔ اول معرفی می‌کند. این آهنگ هجوی بر تیپ افسران «مدرن» و تحصیل‌کردهٔ نیروی زمینی بریتانیا در اواخر قرن نوزدهم میلادی است و اجرای آن به خاطر سرعت و زبان-پیچان بودنش بسیار دشوار است. از این آهنگ در آثار بسیاری استقبال شده‌است.